# فرماندهی نیروهای راهبردی ارتش پاکستان
فرماندهی نیروهای راهبردی ارتش پاکستان (انگلیسی: Army Strategic Forces Command) یگان نیروهای ویژه زیرمجموعه ارتش پاکستان است، که در سال ۲۰۰۰ تأسیس شد.